# Trentepohlia (Paramongoma) banahaoensis
Trentepohlia (Paramongoma) banahaoensis is een tweevleugelige uit de familie steltmuggen (Limoniidae). De soort komt voor in het Oriëntaals gebied.